# Gemeenschappelijk werk

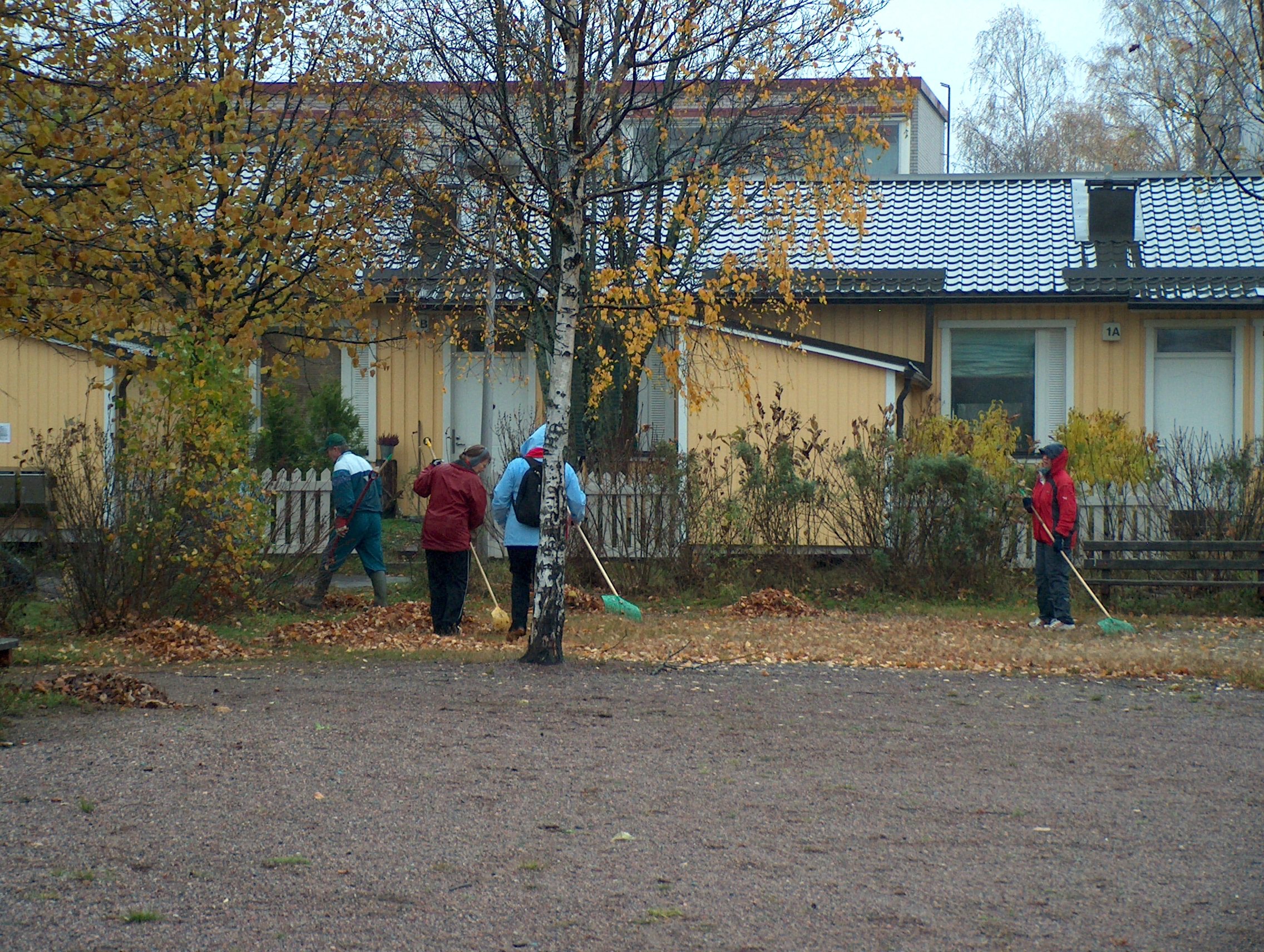
Gezamenlijk de buurt schoonhouden,
hier: Finland

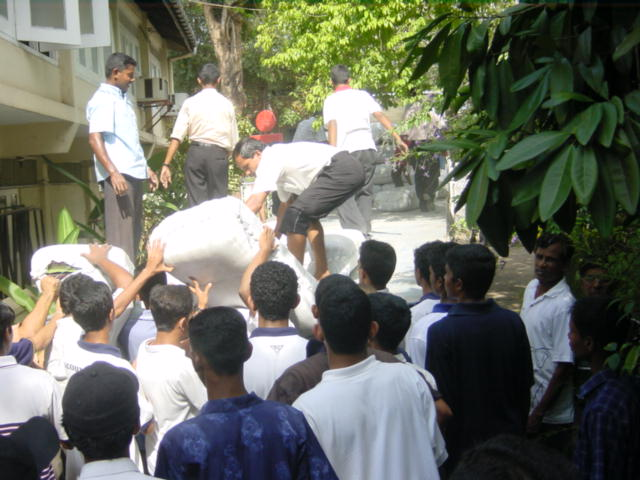
Studenten uit Colombo helpen de organisatie Sarvodaya na de tsunami van 2004

Gemeenschappelijk werk verwijst naar het gezamenlijk uitvoeren van een taak of het inzamelen van geld door een buurt of gemeenschap ten behoeve van het gezamenlijke nut. De wijze waarop varieert tussen landen en culturen. 

## Afrika

### Oost-Afrika
Harambee is een Oost-Afrikaanse traditie (Kenia, Tanzania en Oeganda) van hulpactiviteiten in de eigen gemeenschap, bijvoorbeeld fondsenwerving en ontwikkelingsactiviteiten. Harambee betekent vrij vertaald allemaal samen de schouders eronder in het Swahili. Het is ook het officiële motto en staat op het wapen van Kenia.

### Ethiopië
In Ethiopië worden gemeenschappelijke taken ondernomen zoals om een huis of een boerderij te bouwen, vooral wanneer ouderen en weduwen hier niet voldoende kracht voor hebben.

### Liberia
Kuu is een arbeidsdelingsregeling in Liberia, vooral voor seizoenswerk.

### Rwanda
Umuganda is een nationale dag van maatschappelijke dienstverlening die elke laatste zaterdag van de maand in Rwanda wordt gehouden. In 2009 werd umuganda in het land geïnstitutionaliseerd. Het wordt vertaald als samenkomen om een resultaat te bereiken voor een gemeenschappelijk doel.

### Soedan
Naffīr wordt gebruikt in delen van Soedan om bepaalde soorten gemeenschapswerk te beschrijven. Het is van toepassing binnen daarvoor samengebrachte groepen, familienetwerken en buurten, en voor bepaalde doelstellingen totdat de taak is voltooid. Het kan gaan om het bouwen van een huis of om de oogst binnen te halen. Het woord stamt uit het Arabisch en betekent een gemobiliseerde partij, groep of eenheid. Het is van oorsprong een militaire term voor onder de wapens brengen.

## Azië

### Filipijnen

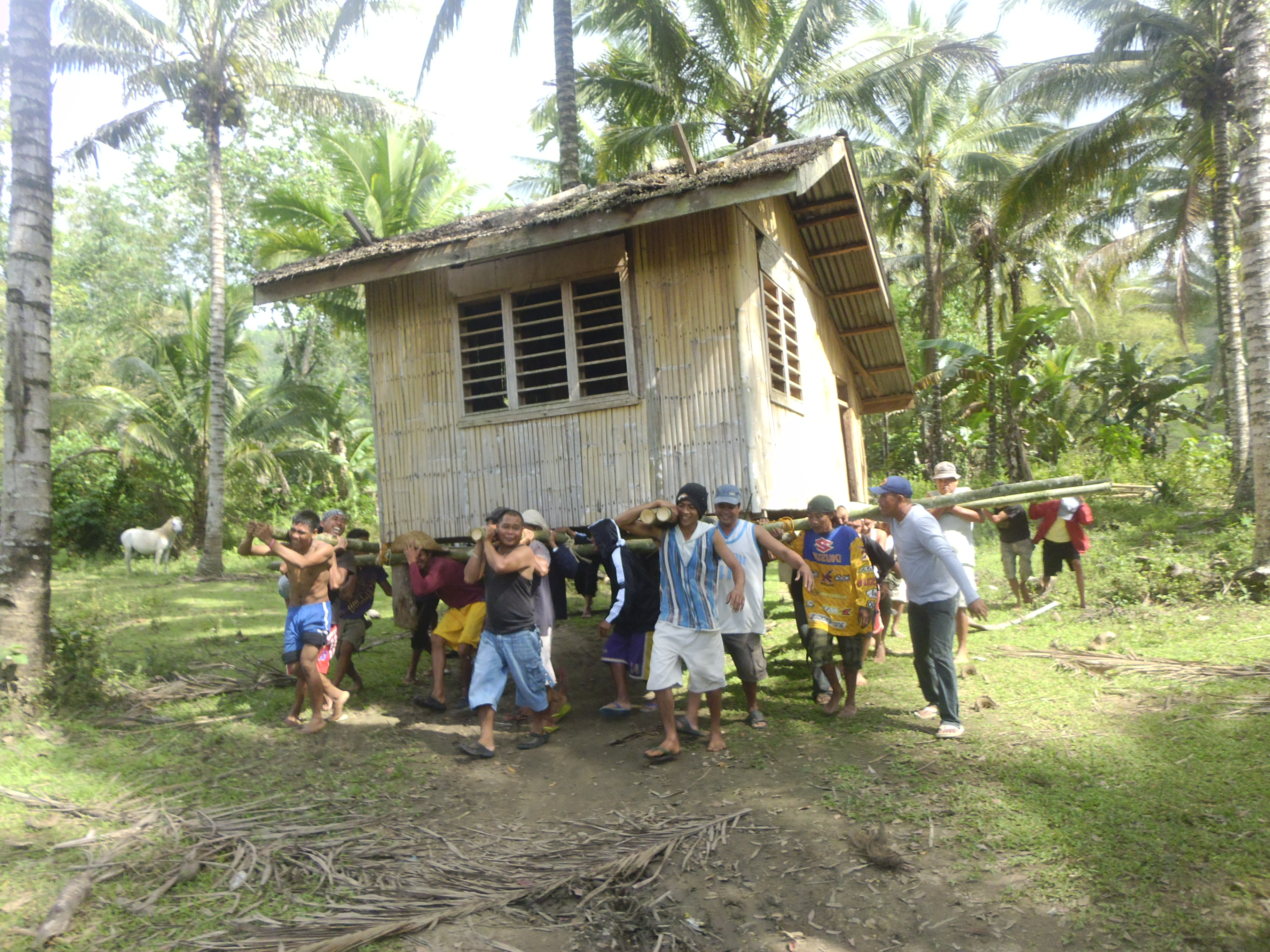
Filipijnse gemeenschap die vrijwillig een huis verhuist. Dit is niet langer gebruikelijk.

Bayanihan is een Filipijnse term die afgeleid is van het woord bayan (land, dorp of gemeenschap). Het verwijst naar de geestkracht van gezamenlijke eenheid of inspanning om een bepaald doel te bereiken. Het is gericht op het doen van dingen als groep met betrekking tot hun gemeenschap.

### Indonesië en Maleisië
Gotong royong is een sociale levensinstelling in Indonesië en Maleisië die zich letterlijk laat vertalen als het gezamenlijk dragen van lasten: gotong is Javaans voor "een last op de schouder dragen" en royong voor "samen" / "gemeenschappelijk". De term verwijst naar samenwerken, elkaar helpen of wederzijdse bijstand.
In dorpen worden openbare voorzieningen, zoals irrigatiesystemen, wegen en gebedshuizen, vaak gebouwd door middel van gotong royong, waarbij geld en materialen gezamenlijk bijeengebracht worden. Ook traditionele gemeenschappelijke evenementen, zoals de slametan-ceremonie, worden georganiseerd in de geest van gotong royong, waarbij van alle leden van de gemeenschap wordt verwacht dat zij bijdragen en in harmonie deelnemen aan het karwei.

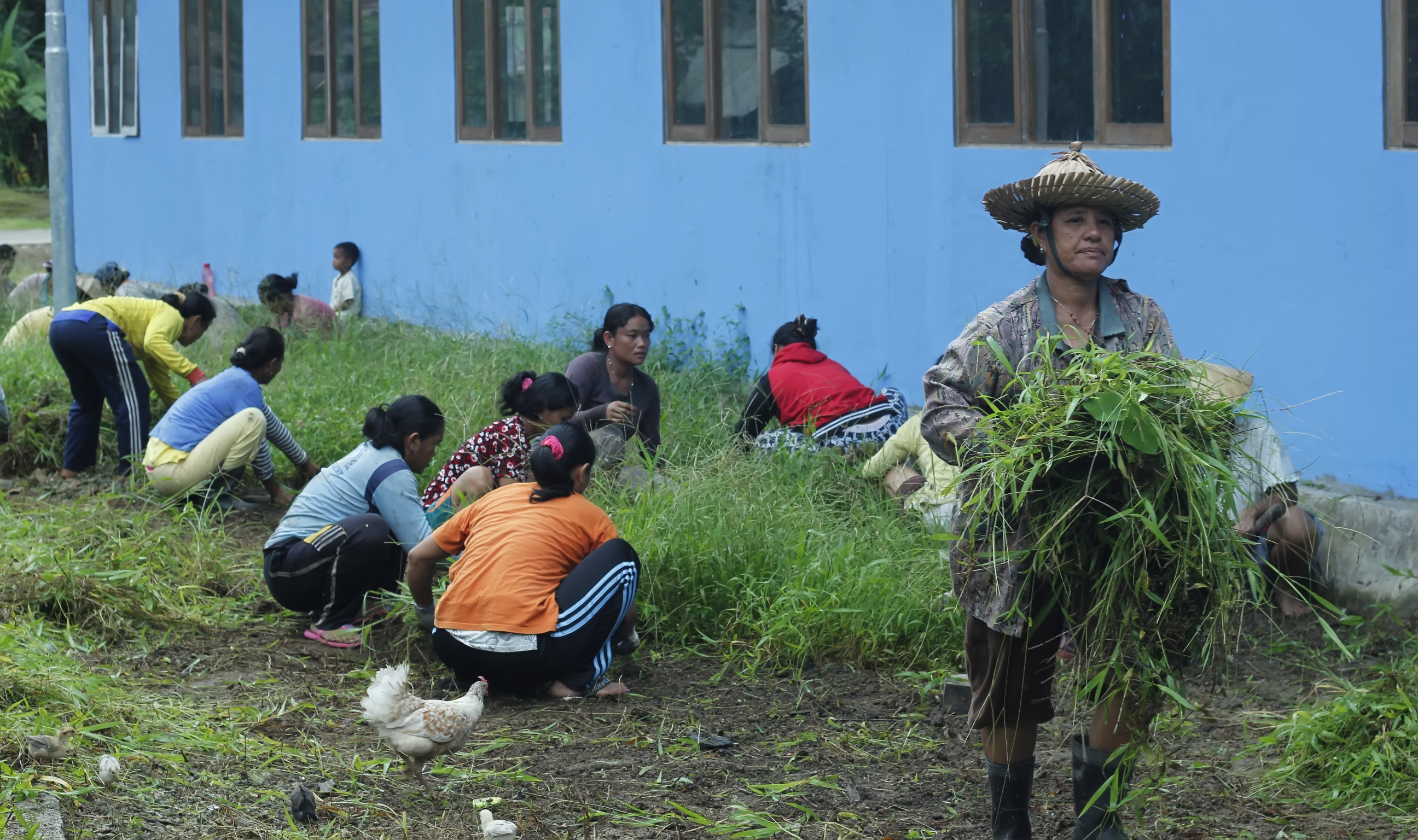
Onderling samenwerkende dorpelingen in Indonesië
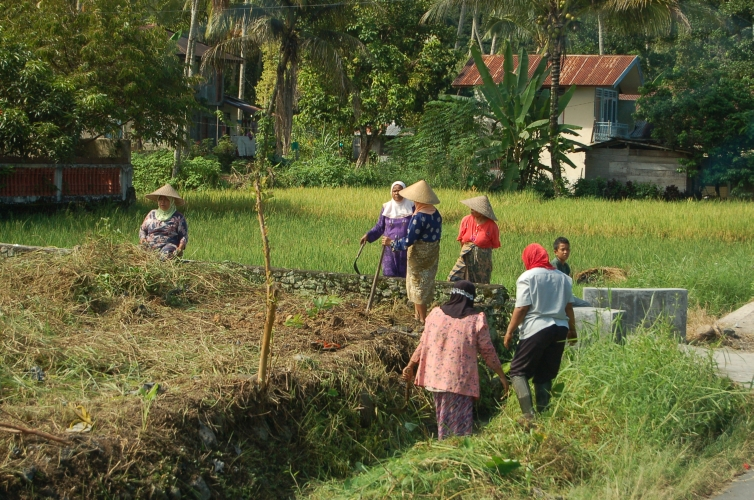
Onderlinge samenwerking in rijstvelden in Maleisië

### Iran
Basij  begon in november 1979 als een organisatie om vrijwilligers te werven om aan het front te vechten. Vrouwen speelden een belangrijke rol door het breien van warme kleding, het bereiden van maaltijden en het naaien van nieuwe uniformen en religieuze accessoires. De doelstellingen van Basij zijn na de oorlog gewijzigd. De Basij-organisatie bleef actief als centrum om de ideologie van de islamitische revolutie te verspreiden in scholen en moskeeën. Basij werd later militair, cultureel en financieel een onderdeel van de Iraanse Revolutionaire Garde (Sepah).

### Turkije
Imece is een naam die gegeven wordt aan een traditionele Turkse samenwerking op dorpsniveau. Als een stel bijvoorbeeld gaat trouwen, zijn dorpelingen betrokken bij de algehele organisatie van de ceremonie. Dit omvat onder andere de voorbereiding van de feestlocatie, het eten, en de bouw en inrichting van het nieuwe huis voor het pasgetrouwde stel.

## Europa

### Finland en de Baltische staten

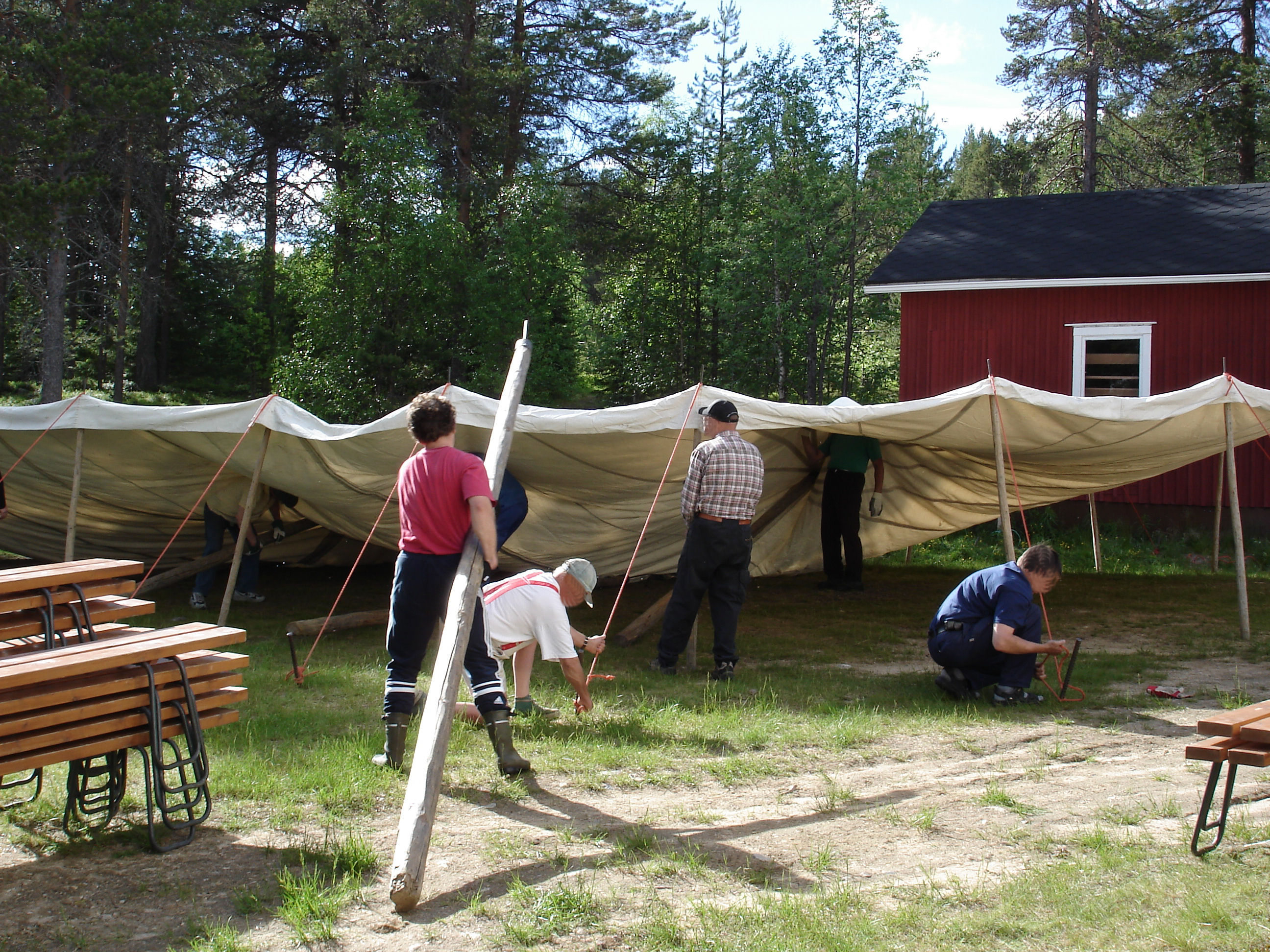
Er wordt een tent opgezet in een talkoot in Ylimuonio in de zomer van 2005.

Talkoot is een Finse uitdrukking voor een bijeenkomst van vrienden en buren om een taak uit te voeren. Het stamt af van het Zweedse leenwoord talko en kent termen met dezelfde betekenis in Letland en Litouwen (talka) en Estland (talgu(d)). Het is van belang in dorpsgemeenschappen waar families geïsoleerd leven op vaak grote afstand van een stad.

### Hongarije
Kaláka is in Hongarije het woord voor samenwerking naar een gemeenschappelijk doel. Het kan gaan om het op vrijwillige basis bouwen van een huis, het doen van landbouwtaken, enz.

### Ierland
Meitheal is het Ierse woord voor een werkteam of groep en verwijst naar het coöperatieve arbeidssysteem in Ierland, waarbij groepen buren elkaar op hun beurt helpen met landbouwtaken, zoals het oogsten van gewassen.

### Nederland
Het elkaar helpen wordt in sommige Nederlandse regio's met een eigen term aangeduid. Uit onderzoek blijkt echter dat gemeenschappelijke hulpvaardigheid niet tot bepaalde regio's beperkt is. Wat in het oosten naoberschap genoemd wordt, zou men in het westen liefde, genegenheid of burenhulp kunnen noemen.

#### Friesland

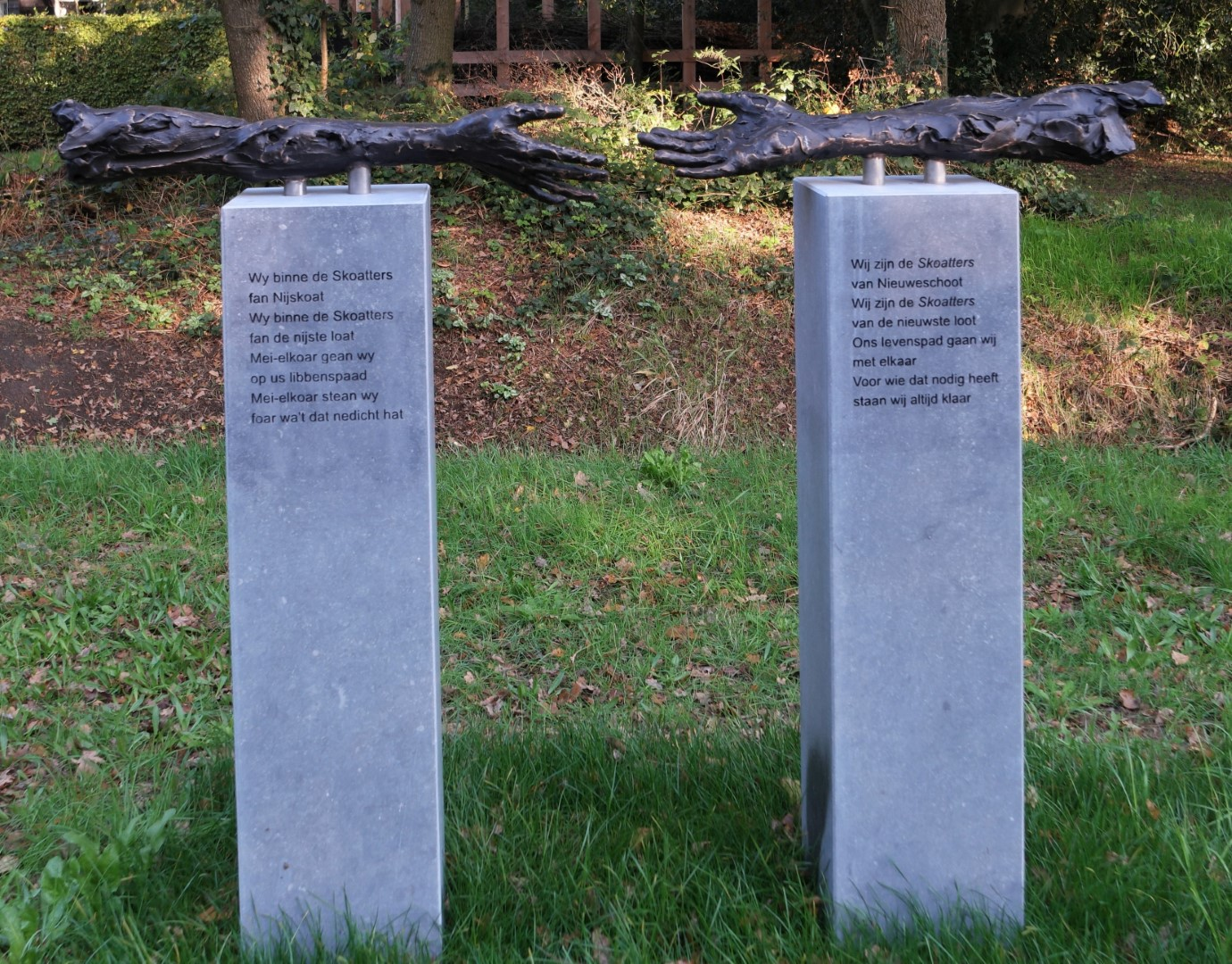
De mienskip van Nieuweschoot van kunstenaar Natasja Bennink

Mienskip is Fries voor gemeenschap. In de praktijk betekent het in brede zin dat onderling verbonden burgers de gemeenschap beschermen. In vroegere tijden was dat in de strijd tegen het water, door terpen en dijken te bouwen. De dorpen waren toen klein en zorgden voor een grote onderlinge verbondenheid.

#### Oost-Nederland
Nabuurschap (Achterhoeks en Drents: naoberschap, Twents: noaberschap) verwijst naar de hulp van mensen uit de directe leefomgeving aan wie dat nodig heeft. De term wordt ook gebruikt voor het onderling bijhouden van de begraafplaatsen en het verzorgen van afscheidsceremonies. Dit gemeengoed begon sinds medio 20e eeuw af te nemen.

### Noorwegen
Dugnad is een Noorse term voor gezamenlijk vrijwilligerswerk. Het woord werd in 2004 in het tv-programma Typisk norsk (Typisch Noors) verkozen tot Noors woord van het jaar. Na de deelname aan een dugnad komt vaak een gemeenschappelijke maaltijd met verschillende gerechten die door de deelnemers zijn meegebracht. De maaltijd wordt daarom ook wel een dugnad genoemd.

### Rusland, Wit-Rusland, Oekraïne en Polen

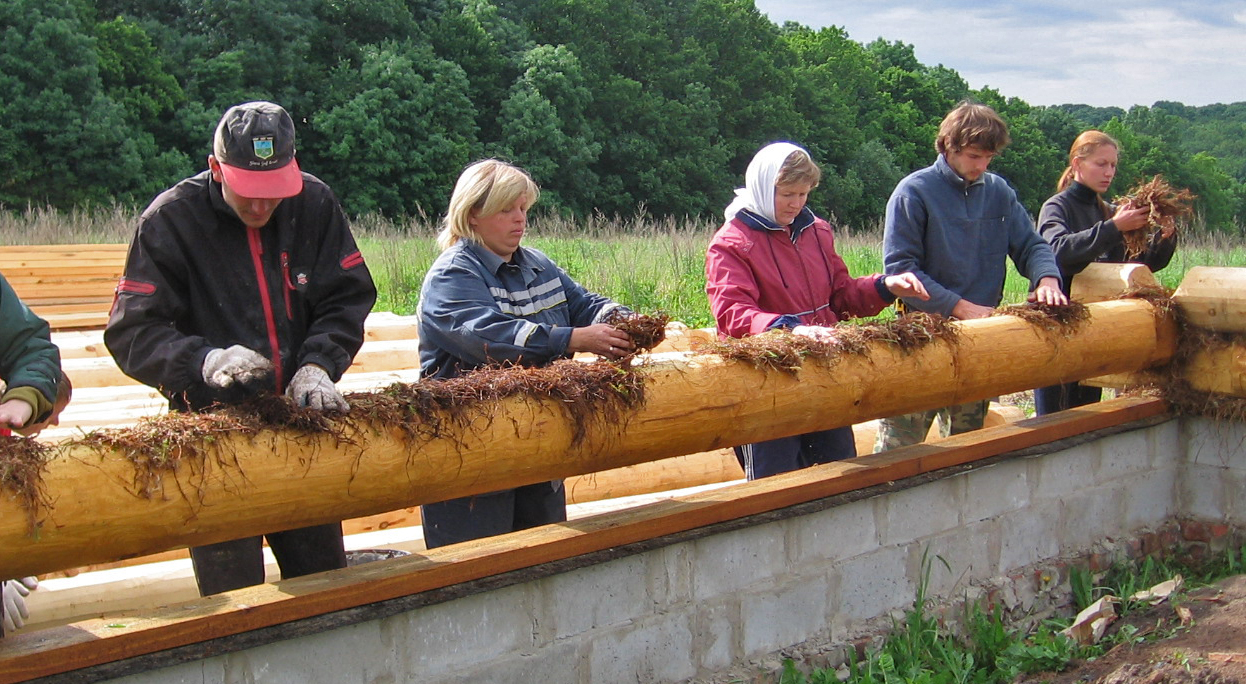
Mos leggen bij de bouw van een huis

Toloka of taloka in Rusland, talaka in Wit-Rusland, toloka in Oekraïne en tłoka in Polen is een vorm van gemeenschappelijk werk, waarbij buren bij elkaar komen om bijvoorbeeld samen iets te bouwen of om de oogst binnen te halen.

### Servië
Moba is een oude traditie in Servië van gemeenschappelijke hulp in dorpen voor met name zware en intensieve taken zoals de oogst, de bouw van een kerk en het repareren van wegen.

### Spanje
Andecha is in Asturië in Spanje vrijwillige, onbetaalde hulp om buren te helpen bij het uitvoeren van landbouwtaken. Het werk wordt beloond met een hapje of een klein feest en kent de stilzwijgende verbintenis dat de persoon die geholpen wordt, en zijn gezin, ook gehoor zal geven aan andecha-verzoeken van anderen in de buurt. Het lijkt op de Ierse meitheal.

## Noord-Amerika

### Cherokee
Gadugi is een woord onder de inheemse Cherokee dat samenwerken of gezamenlijk werk betekent. Historisch verwees het woord naar een werkploeg die samen landbouwtaken uitvoerde of tuinen verzorgden van ouderen en zieken. Het woord Gadugi is afgeleid van gadu dat brood betekent.

## Latijns-Amerika

### Quechua

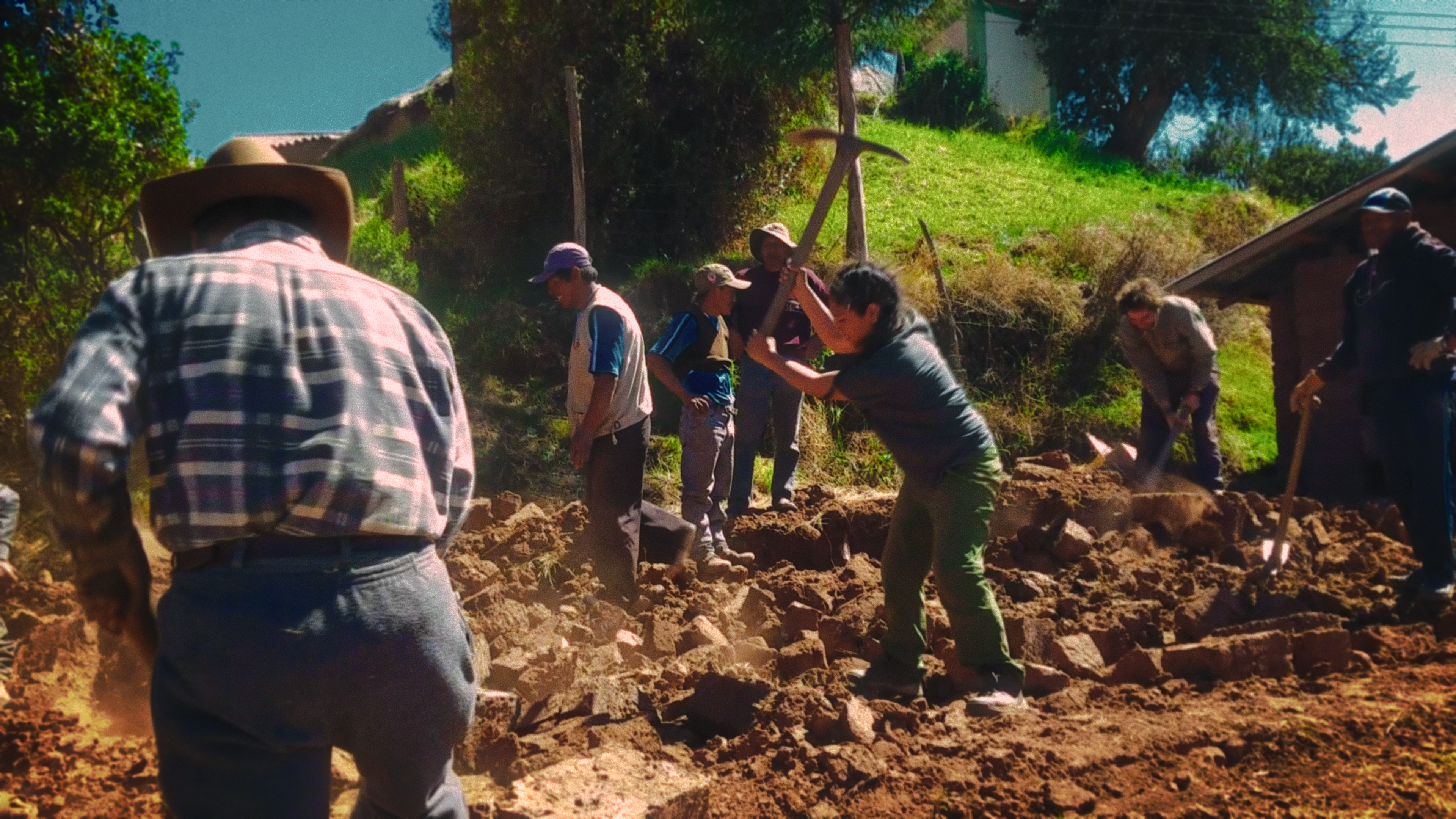
Mink'a in een agrarische gemeenschap in Peru bij de bouw van een keuken

Mink'a of minka is soort gemeenschappelijk werk onder met name de inheemse Quichua en Aymara in het Andesgebergte dat wordt gedaan ten bate van de gehele gemeenschap (ayllu). Deelnemers worden gewoonlijk in natura betaald. Het komt voor onder inheemse gemeenschappen in Peru, Colombia, Ecuador, Bolivia en Chili.

### Brazilië
Mutirão is in Brazilië een vrijwillige gezamenlijke inspanning om een doel te bereiken. Het is een term die oorspronkelijk werd gebruikt voor werk op het platteland of voor de bouw van woningen voor mensen met een laag inkomen. Bij mutirão is iedereen tegelijkertijd weldoener en begunstigde, en er wordt gewerkt in een roterend systeem zonder hiërarchie. Begin 21e eeuw is de term uitgebreider en kan het ook verwijzen naar gezamenlijke inzet om een buurtschool te schilderen, een park schoon te maken en naar andere initiatieven. Het woord mutirão komt van motyrõ van de inheemse Tupi. Er zijn tal van varianten in talen van andere volken.

### Chili
Mingas is een term voor vrijwillig gemeenschappelijk werk in agrarische gebieden in Zuid-Chili, vooral onder de inheemse Mapuche en Huilliche. Het betreft vooral agrarische en bouwwerkzaamheden, inclusief het verplaatsen van een huis.

### Panama
Het houden van een junta is gebruikelijk in landelijk Panama, met name in de regio Azuero. Hiermee worden vrijwilligersactiviteiten bedoeld zoals de oogst en het bouwen van huizen. Hoewel de werkzaamheden doorgaans onbetaald zijn, wordt wel voorzien in maaltijden en alcoholische dranken, zoals gefermenteerde chicha fuerte en seco.